# Puente de Tacoma (1950)
El puente de Tacoma Narrows construido en 1950, está situado en el estado de Washington (Estados Unidos). Es un puente colgante que permite el cruce hacia el oeste de una de las calzadas de la Ruta 16 del estado de Washington sobre el estrecho de Tacoma Narrows, entre la ciudad de Tacoma y la península de Kitsap.
Inaugurado el 14 de octubre de 1950, se construyó en el mismo lugar que el puente original de Tacoma Narrows, que se derrumbó debido al efecto del viento el 7 de noviembre de 1940. Es la más antigua de las dos estructuras gemelas que conforman en la actualidad el puente de Tacoma Narrows. Hasta el año 2007 daba servicio a los dos sentidos del tráfico rodado.
En el momento de su construcción, era (como su antecesor) el tercer puente colgante más largo del mundo en términos de la longitud del vano principal, tan solo por detrás del Golden Gate y del George Washington. En la década de 2010 había pasado a ocupar el lugar 46 en esta lista (véase Anexo:Puentes colgantes más largos del mundo). 
El trabajo de diseño de este puente  comenzó poco después del colapso en 1940 del puente original. Sin embargo, varios problemas de ingeniería, la demanda de acero creada por la participación de los Estados Unidos en la Segunda Guerra Mundial y la incapacidad del estado de Washington para encontrar una aseguradora, retrasaron el inicio de la construcción hasta abril de 1948. Se diseñó con una cubierta más ancha y torres más altas y anchas que su predecesor, y abordó los problemas con el viento que llevaron al colapso del puente original. Se abrió al público el 14 de octubre de 1950, y dio servicio en ambos sentidos al tráfico rodado de la Primary State Highway 14 durante más de 40 años. El peaje en el puente se suprimió en 1965, 13 años antes de lo previsto. 
Hacia 1990, el crecimiento y desarrollo de la población en la península de Kitsap provocó que el tráfico rodado en el puente excediera su capacidad de diseño. En 1998, los votantes de varios condados de Washington aprobaron una medida de asesoramiento para crear un puente gemelo sobre el estrecho de Tacoma. Después de una serie de protestas y batallas judiciales, la construcción comenzó en el año 2002. El segundo puente se abrió en julio de 2007 para transportar el tráfico hacia el este, mientras que el puente de 1950 se reconfiguró para dar servicio al tráfico hacia el oeste.

## Diseño
El diseño del Puente de Tacoma Narrows de 1950 se inició poco después del colapso en 1940 de su predecesor. En julio de 1941, la Autoridad del Puente de Peaje de Washington (WTBA) nombró a Charles E. Andrew (quien había estado involucrado en el diseño y la construcción de Gertie, el anterior puente, como consultor) como ingeniero principal y presidente de la junta consultora a cargo del diseño del nuevo puente. Entre los miembros de la junta de diseño figuraban Theodore von Kármán, Glenn Woodruff, y la firma de Sverdrup y Parcel de Chicago, Illinois. Para liderar el equipo de diseño, Andrew eligió a Dexter R. Smith como diseñador y arquitecto principal. Ya en octubre de 1941, menos de un año después del colapso de Gertie, la WTBA había ideado la configuración inicial de la estructura, muy similar al diseño original de 1940 elaborado por Clark Eldridge. El costo de construcción se estimó en 7 millones de dólares (unos 152 millones en términos actuales). 
Dado que el puente original se convirtió en un activo importante durante el corto período que estuvo en servicio, la Armada presionó fuertemente para que se adoptara un puente combinado autopista/ferrocarril con el fin de reemplazar a Gertie, y propuso un puente de acero en voladizo en vez del puente colgante. Sin embargo, el acero adicional necesario para construir una estructura de este tipo habría supuesto un incremento del costo de construcción de otros 8,5 millones adicionales (unos 185 millones hoy en día), descartando cualquier posibilidad de que tal estructura se construyera alguna vez. 
Además, el diseño propuesto necesitaba nuevos ensayos de laboratorio. Una solución exclusivamente matemática para diseñar el puente colgante no era posible, porque se sabía muy poco acerca de las fuerzas que derribaron la primera estructura. A la luz de este hecho, los ingenieros optaron por construir maquetas a escala del diseño y ensayarlas en un túnel de viento construido especialmente al efecto en la Universidad de Washington. Según Charles Andrew, "la única forma de atacar el problema era diseñar un puente, luego construir un modelo de ese diseño y someterlo a la acción del viento". La prueba fue realizada por el profesor F. B. Farquharson, quien había investigado los movimientos de Gertie antes de su colapso el 7 de noviembre de 1940. 
Desde finales de 1941 en adelante, el profesor Farquharson (y también von Kármán, quien realizó su trabajo en el Instituto de Tecnología de California en Pasadena) continuó avanzando en el diseño del nuevo puente. En 1943 se estaba trabajando en un laboratorio con un túnel de viento especialmente concebido para este proyecto, construido en el campus de la Universidad de Washington en Seattle. La instalación era lo suficientemente grande como para albergar un modelo a escala del puente completo de hasta 30,5 m, además de modelos de secciones para distintas pruebas. Después de que Farquharson confirmó que Gertie colapsó debido a su excesiva flexibilidad de su tablero y a las fuerzas aerodinámicas, las pruebas se realizaron sobre diseños proyectados por Smith. Todos los nuevos diseños disponían de tableros permeables al viento compuestos por una celosía de elevada rigidez y gran canto, en lugar de la viga cajón de planchas metálicas utilizada en el puente de 1940 derribado por el viento. 
Las pruebas en el diseño del nuevo puente se iniciaron en noviembre de 1943 y continuaron hasta 1945. Los estudios incluyeron 200 configuraciones diferentes, para que las fuerzas del viento incidiesen sobre los modelos del puente a más o menos 45 grados respecto a la dirección perpendicular a la cubierta. Posteriormente, las pruebas se realizaron sobre un diseño con rejillas abiertas al viento dispuestas en la calzada, lo que agregó una estabilidad aún mayor contra el movimiento torsional. También se probó un diseño con un refuerzo lateral inferior en la armadura rigidizadora para probar la resistencia contra el movimiento lateral. Además, se probó un diseño con dispositivos de amortiguación de movimiento colocados en la plataforma en tres ubicaciones: uno en cada torre (en cada extremo del vano principal y en cada tramo lateral de la torre) y un conjunto de dispositivos de amortiguación en la mitad de tramo en cada cable principal. Cada uno de estos pasos en la fase de diseño y prueba se realizó para reducir la mayor cantidad de movimiento lateral y torsional que fuera posible. 
Después de dedicar 80.000 dólares (1353937 en términos actuales) al diseño y prueba del nuevo puente, el proyecto se completó el 5 de diciembre de 1945. La WTBA finalizó y aprobó los diseños revisados de los planos de Dexter (presentados en diciembre) en el mes de abril de 1946, y las revisiones menores continuaron hasta septiembre. La nueva estructura tenía un costo de construcción de 8.5 millones de dólares (US $ 144 millones en términos actuales). 

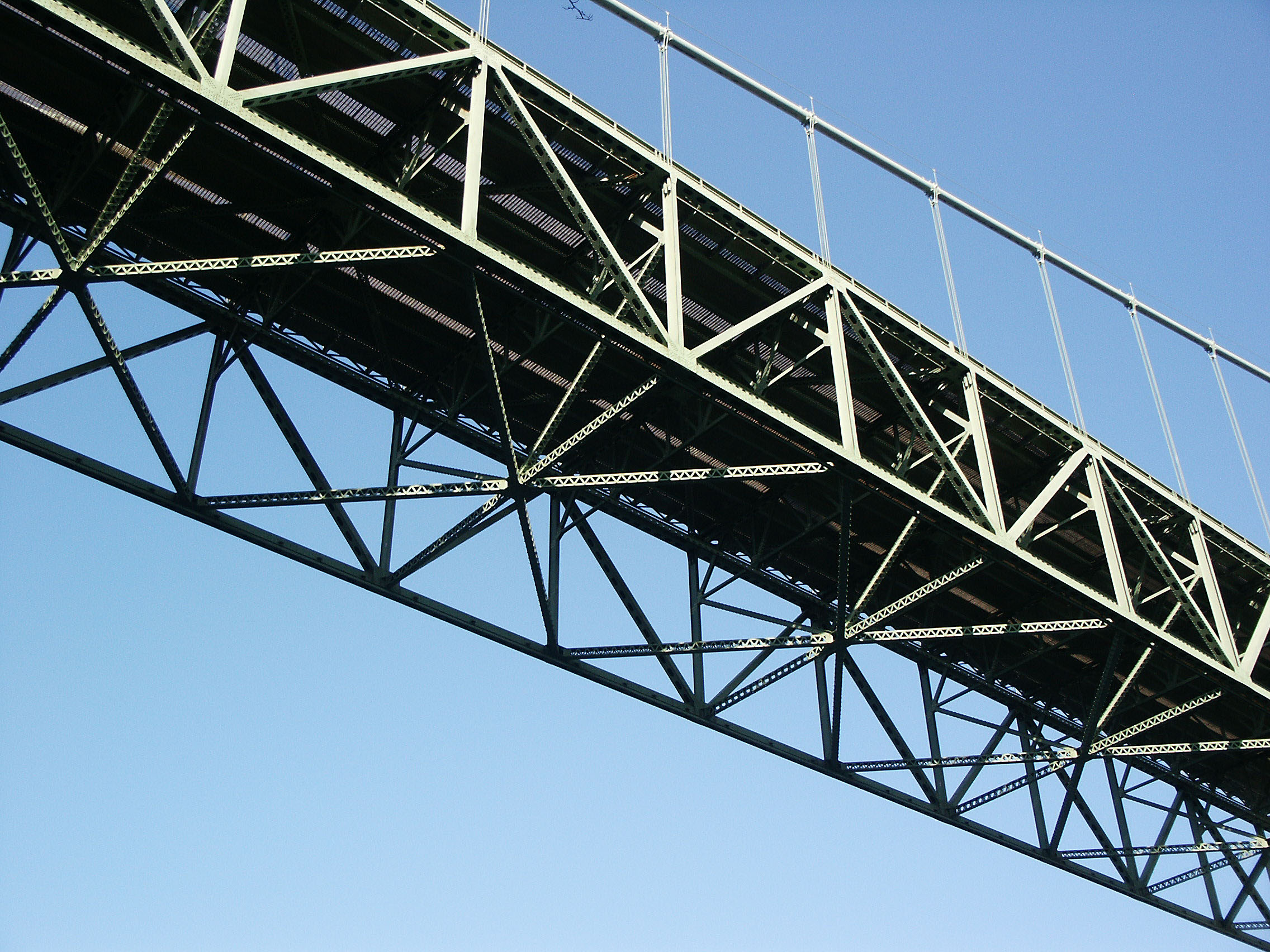
Un primer plano de detalle de la armadura de refuerzo. La foto es del tramo del lado oeste, fotografiada desde el puente del 2007 en la costa de The Narrows. La foto también ilustra la configuración del tablero permeable al viento

Los diseños finales del Puente de Tacoma Narrows, una vez finalizados, presentaron un contraste drástico con respecto al proyecto de Leon Moisseiff. En lugar de un tablero formado por una viga cajón delgada, se dispuso una viga de celosía reforzada permeable al paso del aire, con un canto de 10 metros. Las nuevas torres serían 7,7 m más altas y 6,4 m más anchas que las torres originales de Gertie. Los cables principales del puente pasaron de 440 mm de diámetro a 510 mm, y los bloques de anclaje admitirían una carga 1,6 veces superior a la prevista en el puente original. Sin embargo, algunos elementos del Galloping Gertie se incorporaron al puente de 1950. Los pedestales de las torres fueron agrandados y recrecidos 5,2 m. En el extremo oeste se mantuvo un tramo de 140 m del viaducto de aproximación con las  mismas vigas cajón de 2,4 m de canto que tenía la cubierta principal de Gertie. Este viaducto de aproximación reutilizó tres torres de soporte, dos de ellas a base del entramado ligero original y la tercera con la complejidad estructural y el diseño de una de las torres principales de Gertie, con luces de 46 m. Este tramo de viaducto, después de un examen estructural, se mantuvo y utilizó como parte del diseño del puente de 1950, con un refuerzo de rigidización adicional agregado a la torre más cercana a la línea de costa (oficialmente conocida como Torre # 3 en los planos de diseño), y la ampliación de la parte superior del pilar para alojar la cubierta ensanchada del nuevo puente. 
La cubierta del tablero en sí misma supuso una innovación importante en el diseño de puentes colgantes. Los carriles de tráfico en las carreteras típicas de los puentes colgantes están separados por líneas de pintura discontinuas, una franja sólida o un conjunto de dos tiras de pintura. En el diseño final adoptado en 1950, los 14 m de anchura de la calzada se dividieron en cuatro carriles de tráfico, cada uno con 2,9 m de ancho. Cada carril estaba separado del contiguo por una rejilla de 840 mm de anchura y 76 mm de profundidad para permitir el paso del viento. Bordeando el exterior de cada calzada se dispusieron otras dos rejillas de 480 mm de anchura formando aceras de 130 mm de altura, y una tercera acera central de 0,91 m de ancho también formada por una rejilla servía para separar las dos calzadas. La sección era completada por sendas barandillas de 1,2 m de altura.

## Construcción
La construcción del nuevo puente de Tacoma se retrasó durante casi una década debido principalmente a la demanda de acero creada por la Segunda Guerra Mundial y al hecho de que el estado tuvo problemas para contratar los seguros de la obra de la nueva estructura. El 30 de abril de 1947, el gobernador Mon Wallgren anunció que por fin se habían contratado los seguros, pero no fue hasta agosto de 1947 cuando Washington finalmente solicitó las ofertas para la construcción, pasando el presupuesto de los 8.5 millones de dólares inicialmente previstos (144 millones actualizados) a 11.2 millones (153 millones de hoy en día). El 15 de octubre, el estado abrió las ofertas para la construcción, con la compañía Bethlehem Pacific Steel Corporation ofertando  8.263.904 de dólares (113 millones   en términos actualizados) para la construcción de la superestructura, y la compañía John A. Roebling's Sons de San Francisco, licitando 2.932.681 (unos 40 millones actuales) para la construcción del sistema de cables de suspensión. 
Después de varias demoras en la financiación definitiva, la WTBA finalmente ofreció 14 millones de dólares (191 millones actualizados) en bonos que se pagarían a través de los peajes del puente. Por su parte, el Condado de Pierce ofreció 1.5 millones de dólares (20.5 millones actualizados) al fondo de garantía de los bonos. El 12 de marzo de 1948, el estado finalmente completó la financiación de los bonos. Una vez que se recuperó la disponibilidad de acero tras el final de la Segunda Guerra Mundial, las piezas del rompecabezas comenzaron encajar rápidamente. Los contratos de construcción finalmente se adjudicaron el 31 de marzo y el 1 de abril. El movimiento de tierras comenzó el 9 de abril con la demolición de los restos de los anclajes de los cables del lado este de Gertie. 

### Anclajes
Como el tablero del nuevo puente iba a ser 1,6 veces más pesado que el del puente original y disponía de cuatro carriles en lugar de dos, fue necesario realizar una demolición parcial para comenzar la construcción de los mucho más masivos macizos de anclaje de los cables de suspensión en cada extremo el puente. Los anclajes antiguos se mantuvieron como núcleos de los nuevos, y se dispuso un sistema de anclaje con barras perforadas de 18 m frente a las barras de 12 m del puente anterior, capaces de soportar 16.000 toneladas de carga (frente a las 13.000 del diseño original). Las vainas de anclaje tenían 19 m de longitud y 660 mm de diámetro, y estaban embebidas en el nuevo hormigón. Cada anclaje pesaba 49.000 toneladas, y se incrustó profundamente en el terreno compactado. La construcción de los nuevos anclajes de los cables de suspensión se inició durante el verano de 1948 y continuó hasta 1949. 

### Pedestales de las torres
Debido a los 45 m de profundidad del agua en el estrecho, los pedestales de las torres tienen el tamaño de un edificio de oficinas de 20 pisos, con unas dimensiones totales de 40 x 24 x 68 metros, sobre los que descansan las torres de 155,448 metros. Están diseñados para soportar las corrientes diarias de 13 km/h y una oscilación de la marea de 4,6 m dos veces al día. La construcción de cada pedestal de la torre requirió utilizar 26.000 metros cúbicos de hormigón. 
Disponían de defensas de madera creosotada instaladas en 1948 para protegerlas de los desechos marinos y del tráfico de buques, que fueron retiradas en algún momento entre 1995 y 2000. 
Se comprobó que los pedestales que soportaban las torres de Gertie se habían mantenido sin problemas estructurales y sin daños significativos después del derrumbe del puente original, y se reutilizaron para el nuevo. Las torres de la década de 1940 en su corto tiempo de servicio experimentaron corrosión por el rocío del agua salada en sus bases, por lo que los ingenieros reconstruyeron la perfilería de base de las torres, al mismo tiempo que se estaban construyendo los anclajes, para permitir que la construcción de las torres comenzara casi al unísono. Los nuevos pedestales de las torres (llamados pilares en los diseños) se recrecieron 5,2 m para evitar el problema de la corrosión, y se ensancharon para proporcionar una mayor rigidez estructural. Los estribos este y oeste se completaron a mediados de diciembre de 1948.

### Torres
Las torres originales del Puente de Tacoma Narrows de 1940 presentaban cuatro puntales transversales rigidizadores en forma de caja (dos por debajo de la carretera y dos por encima), además de ser ligeramente oblicuas (con 15 m de ancho en la base y 12 m de ancho en la parte superior). Las torres del nuevo puente tenían el mismo ancho tanto en la parte inferior como en la superior, e incluían un sistema de refuerzo mediante travesaños de arriostramiento en "X"; con tres aspas sencillas consecutivas de 13,7 m de lado situadas por debajo del tablero; y una serie de tres puntales de refuerzo de doble X de diferentes alturas (7,14 m, 7,47 m y 8,08 m desde arriba hacia abajo) situadas por encima de la carretera. La construcción de las torres comenzó el 1 de enero de 1949 y avanzó rápidamente. El trabajo se adelantó a lo programado, y en abril de 1949  estaban preparados los cables de acero de 19 t para su elevación. El 13 de abril de 1949, el soporte del cable norte en la torre este se atornilló en su lugar mediante un conjunto de calzos para permitir que los trabajadores remacharan la placa superior en su lugar. Entonces, se produjo un desastre. Esa misma mañana, un terremoto de 7.1 grados sacudió la región de Puget Sound. Las torres oscilaron 1,8 m  respecto a la vertical, provocando que el soporte del cable cortase sus pernos y se cayera de la torre. La placa de asiento cayó desde una altura de 155 m. Tras perder su apoyo sobre el pedestal, el cable se precipitó directamente a través de una barcaza hasta alcanzar el fondo del estrecho a 40 m de profundidad y alejado 22 m del pedestal. El impacto resultante hundió la barcaza, que llevaba a bordo un compresor y muchas otras herramientas. Los buzos, que debido a las corrientes solo podían operar durante el período nocturno intermareal, pronto localizaron el cable en una zona profunda. Después de tres días, se pudo sacar a la superficie, y a continuación se reparó (con el impacto se dobló) y se volvió a instalar. El terremoto demoró la finalización de las torres este y oeste. Después de que se calmaron las réplicas del terremoto, se reanudó el trabajo, y el 17 de julio se anunció que ambas torres estaban terminadas.

### Cables

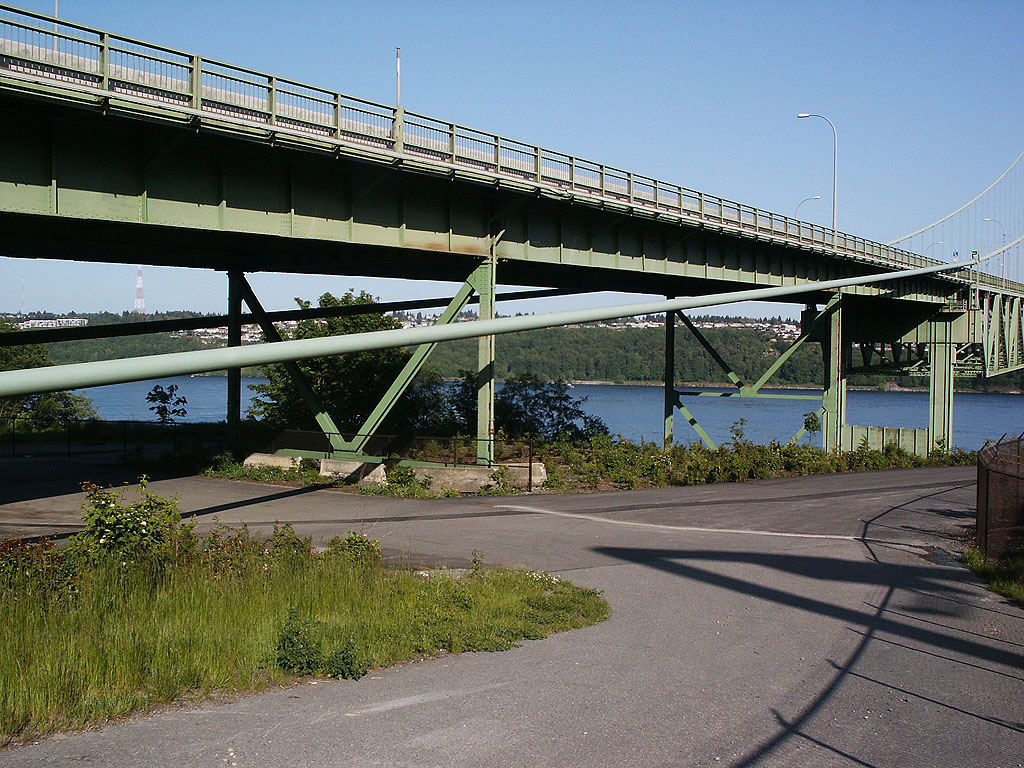
Viaducto de aproximación oeste (140 m). La torre # 3 (extremo derecho; la más cercana a la estructura suspendida) se extiende hasta la costa. Originalmente era parte del Galloping Gertie

La construcción de los cables principales comenzó erigiendo sus amplias pasarelas suspendidas de 3 m de anchura. El 17 de julio de 1949, el primer cable de la pasarela fue remolcado a través del estrecho y luego se izó a las torres. Las pasarelas, que consistían en unos cables de base de alambre de 2,5 cm de diámetro, vallas de tela de alambre y una sección central de listones de madera de 1,2 m de anchura, construida en tramos de 60 m. El 15 de septiembre, se completaron las pasarelas y se colocó el engranaje giratorio. Harold Hills, un ingeniero de obra perteneciente a la Roebling's Sons Company, se convirtió en el primer hombre en cruzar el estrecho a través de las pasarelas. Al día siguiente, Harry Cornelius, un inspector de la WTBA, se convirtió en el segundo en cruzarlo. 
Para comenzar los preparativos para componer los cables principales, Roebling's Sons había instalado una planta de enrollamiento en la orilla del lado Tacoma. Se necesitó un total de 30 millones de metros de alambre de acero galvanizado para formar los dos cables  principales, suministrado en bobinas de 160 kg enviadas desde Trenton, Nueva Jersey. El cable de estas bobinas se transfirió a unas bobinas intermedias, y luego se enrolló en una bobina final de alambre de acero que lo mantenía a una tensión uniforme. Cada carrete de 2,4 m de diámetro almacenaba 58 km de alambre, con un peso de 8,2 toneladas . 
El 13 de octubre se instalaron los cables guía para las operaciones del tendido de los cables de suspensión. Un total de 19 cables, cada uno a su vez formado por 458 cables de acero de calibre 6, formaban los cables principales de suspensión (con un total de 8705 hilos por cada cable principal). La primera cadena que se completó fue una línea del cable norte, el 26 de octubre. Trabajando tres turnos las 24 horas del día, los operarios de Roebling Son's se retrasaron algunas veces debido al clima y los fuertes vientos. El 16 de enero de 1950, en medio de uno de los peores inviernos en el registro local, los trabajadores completaron los cables principales. La colocación del recubrimiento del cable y la instalación de los cables de suspensión verticales se completó el 7 de marzo y la construcción de la plataforma comenzó casi de inmediato. 

### Rigidizadores del tablero

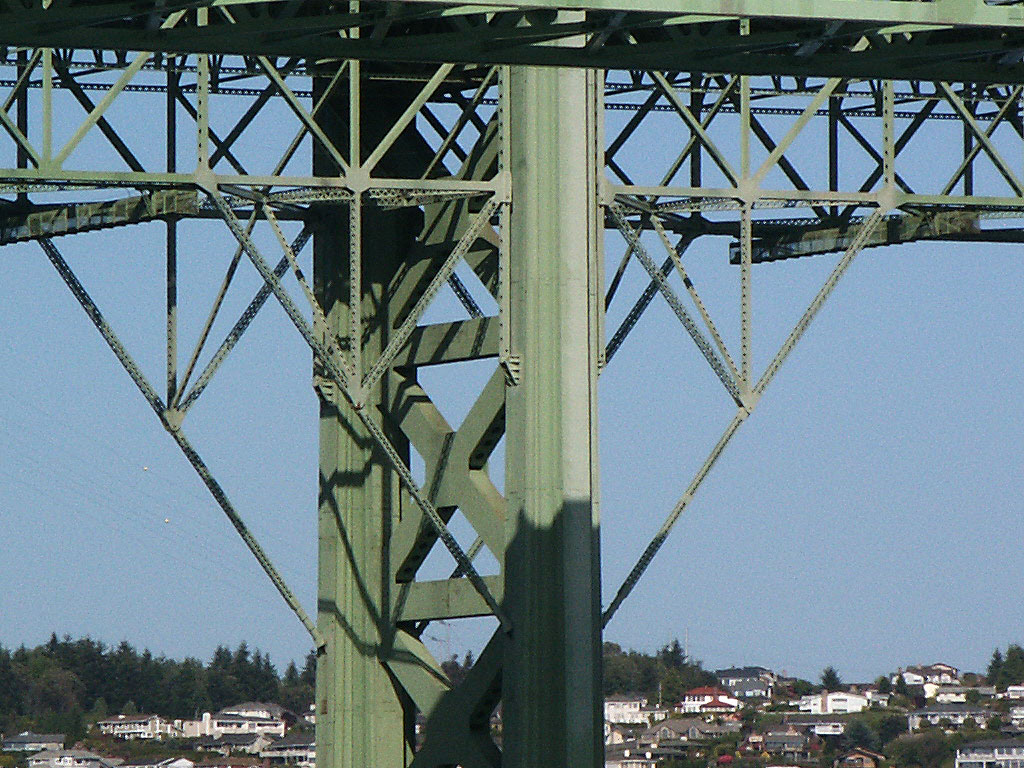
Mecanismo de amortiguación rigidizador del tablero en las torres. Los propios mecanismos de amortiguación de choques hidráulicos se ven como pequeños cilindros donde el refuerzo diagonal se encuentra con las torres (cada uno mide 60 cm de diámetro y 1,20 m de largo).

La construcción de la nueva plataforma de la carretera y de la celosía reforzada del tablero de 1950 se realizó de manera diferente a como se había hecho en el caso de Gertie. En 1940, la cubierta de la carretera se prefabricó en secciones de 30 m de largo en la orilla del lado Tacoma, siendo remolcadas en barcazas y colocadas en su lugar mediante grúas de pórtico instaladas en el cable principal. Cuando la construcción de la cubierta de la carretera comenzó a principios de marzo, los trabajadores instalaron una grúa en voladizo por encima del nivel de la carretera, sobre el que se ensamblaron los tramos prefabricados del armazón del tablero, de 9,8 por 18 m. Después de ensamblar las piezas de la cubierta, se levantaron cuatro castilletes móviles para completar las secciones del tablero. La celosía presentaba una serie de anclajes externos llamados que formaban la parte superior e inferior de la estructura que se instalaban en primer lugar, y a continuación se montaban las vigas diagonales y las verticales de los lados. A continuación,  se instalba una "viga de piso"  de refuerzo con 3,4 m de canto  perpendicular a la longitud del puente a intervalos de 9,8 m (la distancia entre cada dos cables de suspensión verticales). Estas vigas de piso de 18 m de ancho, formaron el mecanismo de refuerzo lateral superior de la propia cubierta. El conjunto se completaba con los puntales de refuerzo diagonales. A continuación se instalaron una serie de puntales de refuerzo laterales en la parte superior e inferior de la cubierta de la carretera, que se conectaron a los cables de acero exteriores. Por último, se instaló una serie de ocho "largueros" con perfil en I de 460 mm de canto (posicionados longitudinalmente). El último paso consistía en levantar 460 mm la plataforma para introducir los cables de las cuatro esquinas en sus anclajes de la armadura de refuerzo vertical. 
A diferencia de Gertie, cuyas secciones de cubierta premontadas se colocaron primero en su lugar en el centro del tramo principal y en los extremos de las partes laterales, en el nuevo puente, los tramos de la viga de celosía se fueron instalando primero desde cada torre, avanzando desde allí. Cuatro equipos de trabajo, uno en cada vano lateral y dos en el vano principal (uno en cada lado) trabajaron simultáneamente, completando un promedio de 40 m de cubierta al día. Las cuadrillas de los equipos laterales trabajaban hacia la costa y las cuadrillas del vano principal hacia la otra torre. En mayo de 1949, el trabajo estaba a punto de completarse. El 28 de mayo, los operarios instalaron el acuerdo superior de cierre en el vano principal, y durante los dos días siguientes terminaron de cerrarlo. El 1 de junio,  el tablero de celosía de perfiles de acero la cubierta de la carretera se declaró completado.

### Finalización de la cubierta
A lo largo del verano de 1950, hasta 200 hombres participaron en los últimos pasos de la finalización del puente. El 24 de julio, los trabajadores de Roebling's Sons se dedicaron a envolver y embrear las bandas de recubrimiento de los cables, y se estaban completando las barandillas sobre las aceras. Para el 22 de agosto, la plataforma de la carretera estaba tomando forma, a medida que los trabajadores continuaban vertiendo el hormigón de la calzada. Una brigada de once hombres comenzó esa semana los trabajos de pintura. El puente recibió su primera capa de pintura de color "Narrows Green", un tono verde grisáceo (su predecesor había sido pintado del mismo color una década antes). El 30 de septiembre, los trabajadores remataron los toques finales en los puestos de peaje, incluidas las instalaciones de carpintería y fontanería. También se instalaron los mecanismos de amortiguación hidráulica, y los trabajadores comenzaron a retirar las pasarelas, los contrafuertes de las torres y otras plataformas de trabajo. 
Las tareas también avanzaron en el extremo oeste del puente, donde los trabajadores modificaron los 140 m  del viaducto de aproximación que una vez había sido parte de la estructura de 1940 para su uso en el puente de 1950. Allí, los trabajadores agregaron refuerzos y soportes para ampliar el ancho de la plataforma de 12 a 15 m.

## Apertura
El puente se abrió al tráfico el 14 de octubre de 1950. Los peajes de la jornada de apertura fueron de cincuenta centavos por trayecto por automóvil y conductor, y diez centavos adicionales por pasajero. Miles de personas asistieron a las ceremonias de apertura, incluido el gobernador Arthur B. Langlie. Se distribuyó un folleto conmemorativo publicado por el Tacoma News Tribune, así como con las decenas de discursos pronunciados. Después de 30 meses de construcción, el estrecho contaba de nuevo con un puente. 
El volumen de tráfico aumentó constantemente en los primeros años, al igual que en los cuatro meses en que Gertie estuvo en servicio. Cinco años después de la apertura del puente, el recuento promedio fue de 4699 vehículos por día. En 1960, un promedio de 6218 vehículos cruzaron cada día el puente, y en 1965, quince años después de la inauguración, la cifra de 1960 se duplicó. Con un promedio de 11.267 vehículos por día, la Autoridad del Puente de Peaje de Washington pronto eliminaría los peajes. A principios de 1965, la legislatura estatal aprobó un proyecto de ley para eliminarlos, y el 14 de mayo de 1965, en una ceremonia en el puesto de peaje, el gobernador Dan Evans firmó la legislación que convertía en gratuito el uso del puente. La firma fue significativa e histórica. Significativa porque el puente ya se había pagado (los ingresos devengados ascendieron a 19 millones de dólares, unos 241 millones de hoy en día), e histórico porque los peajes se eliminaron 13 años antes de lo previsto.

## Incremento del tráfico
Durante las primeras décadas después de su apertura, la congestión del tráfico no fue un problema, aunque por el extremo oeste del puente, la autopista 16 (hasta 1964 denominada Autopista Estatal Primaria 14-PT) se transformó en una vía de cuatro carriles. A finales de la década de 1980, cuando se comenzaron a construir proyectos de viviendas y centros comerciales en Gig Harbor, la carretera original de dos carriles se convirtió en la Autopista 16 de cuatro carriles, que se extendía desde Tacoma hasta Gorst. Como resultado, el volumen del tráfico creció lo suficiente como para que comenzaran a producirse problemas de congestión. En 1980, el aforo medio fue de 38.973 vehículos por día. En 1990, la cifra aumentó a 66.573, superando la capacidad de diseño del puente de 60.000 vehículos/día. Muchos de los atascos se produjeron en el extremo este del puente, mientras los trabajadores de Tacoma se dirigían a sus hogares en Gig Harbor, y se extendían hasta la Interestatal 5, a casi 10 km de distancia. Estos embotellamientos siguieron empeorando, y en el año 2000, el recuento promedio diario de tráfico en el puente de Tacoma Narrows fue de 88.000. Esto llevó a la legislatura estatal a convocar un voto consultivo para construir un segundo puente a través del estrecho. Después de una serie de protestas, tanto dentro como fuera de la sala de audiencias, el nuevo proyecto se materializó el 5 de octubre de 2002, cuando se produjo la inauguración del nuevo puente.

## Legado en el diseño de puentes
El fracaso del puente de Tacoma de 1940 y el diseño del puente de Tacoma de 1950 llevaron a una serie de novedades en el diseño de puentes colgantes. El puente de 1950 fue el primero en ser diseñado y probado en túneles de viento, y fue el primer puente de suspensión diseñado y construido con dispositivos hidráulicos de amortiguación de movimiento. 

## Mantenimiento
El puente de Tacoma de 1950 se somete a un riguroso programa de mantenimiento que dura todo un año. Los equipos de mantenimiento a menudo realizan el reemplazo de piezas de acero e inspeccionan los cables y torres durante la noche o en horas de poco tráfico. Pintar el puente también es una tarea prolongada. Trabajando solo durante los meses de verano, lleva diez años pintar el puente por completo. El color del puente se conoce oficialmente como "Narrows Green", un matiz verde grisáceo que fue el color original del malogrado puente de 1940 (llamado Chrome Green en un informe de 1940 sobre las etapas finales de la construcción de Gertie). 
El puente también ha sobrevivido a varios terremotos importantes desde su terminación. El primer terremoto ocurrió durante la construcción el 13 de abril de 1949, y  derribó las 19 toneladas del cable norte de la torre  este. Otro fuerte terremoto sacudió la región el 29 de abril de 1965. En 1999, una serie de terremotos moderados azotaron la región, y el terremoto más reciente es el terremoto de Nisqually de 2001. A pesar de que el puente superó todos esos terremotos sin daños significativos, el terremoto de 1949 todavía tiene un efecto duradero en el puente. Como resultado de la caída del cable norte desde la torre este, el citado cable permaneció tres días sumergido en el agua salada, y se corroe más del doble de rápido que los otros cables. 
En el 50 aniversario del puente en el año 2000, una empresa privada que lo inspeccionó concluyó que "es uno de los mejores para su mantenimiento y acondicionamiento" y, en general, sigue siendo una de las estructuras mejor mantenidas de la nación. 
Hoy en día, el puente sirve para dar paso al tráfico en dirección oeste sobre el estrecho.

## Accidentes mortales durante la construcción
El primer accidente  mortal se produjo el 24 de mayo de 1948. Robert E. Drake, que había sido empleado por la Woodworth Company, estaba ocupado con un grupo de hombres que realizaban trabajos con el cable en el fondeadero oeste. Su muerte se debió a la rotura de un cable de una grúa, que cayó directamente sobre él.
La segunda muerte, el 7 de abril de 1950, fue la del operario de 36 años, Lawrence S. Gale. Su muerte se debió al fallo de la soldadura provisional en un puntal cruzado de la cuerda inferior en el panel 33. Era el primer día de trabajo de Gale en la construcción de la celosía y había notificado una soldadura defectuosa que iba a reparar cuando se rompió. Se precipitó 37 m junto con 36 toneladas de acero. En su memoria, se celebró una ceremonia en una embarcación sobre el estrecho. 
El 6 de junio de 1950, los trabajadores estaban instalando vigas de madera provisionales para los camiones hormigonera que rellenaban la cubierta. La tarima colapsó, y un operario cayó a las aguas del estrecho. 
Ray Bradley, soldador, estaba trabajando con un equipo de operarios que instalaban una junta de expansión el 31 de julio de 1950. Ese día, estaba lloviendo mucho y Ray se había agachado para agarrar el cable de corriente continua de un equipo de soldadura. Según el informe del forense del condado de Pierce, sufrió un ataque al corazón, aunque sus compañeros sostenían que su muerte fue el resultado de una electrocución.